# Fastest - Il più veloce
Fastest - Il più veloce è un film documentario del 2011 diretto da Mark Neale, girato fra il 2010 e il 2011 in occasione del Motomondiale. Il film è narrato dall'attore scozzese Ewan McGregor.

## Trama
Il docufilm si concentra sulla storia recente della Moto GP ed in particolare sulla figura di Valentino Rossi e di alcuni fra i suoi più famosi avversari degli anni trascorsi nella classe regina, attraverso interviste agli stessi piloti, ma anche a membri dei loro team e ad importanti figure costantemente presenti nel paddock. Vengono riproposte, in poco meno di due ore di film, le migliori battaglie che si sono viste in pista negli ultimi dieci anni circa, con particolare attenzione rivolta a quelle che hanno visto protagonista Rossi, insieme a Jorge Lorenzo, Max Biaggi, Casey Stoner e Sete Gibernau.
Non mancano comunque le interviste ad altri piloti (fra cui Marco Simoncelli, Daniel Pedrosa, Nicky Hayden ed altri), le considerazioni degli appassionati di questo sport, i commenti tecnici, nonché considerazioni riguardanti la sicurezza in pista, gli incidenti e le condizioni fisiche e psichiche dei piloti che ne sono sfortunati protagonisti e devono fare lunghi e faticosi percorsi di riabilitazione per tornare al vertice della propria forma fisica.